# Повстанческое движение под руководством Нестора Махно

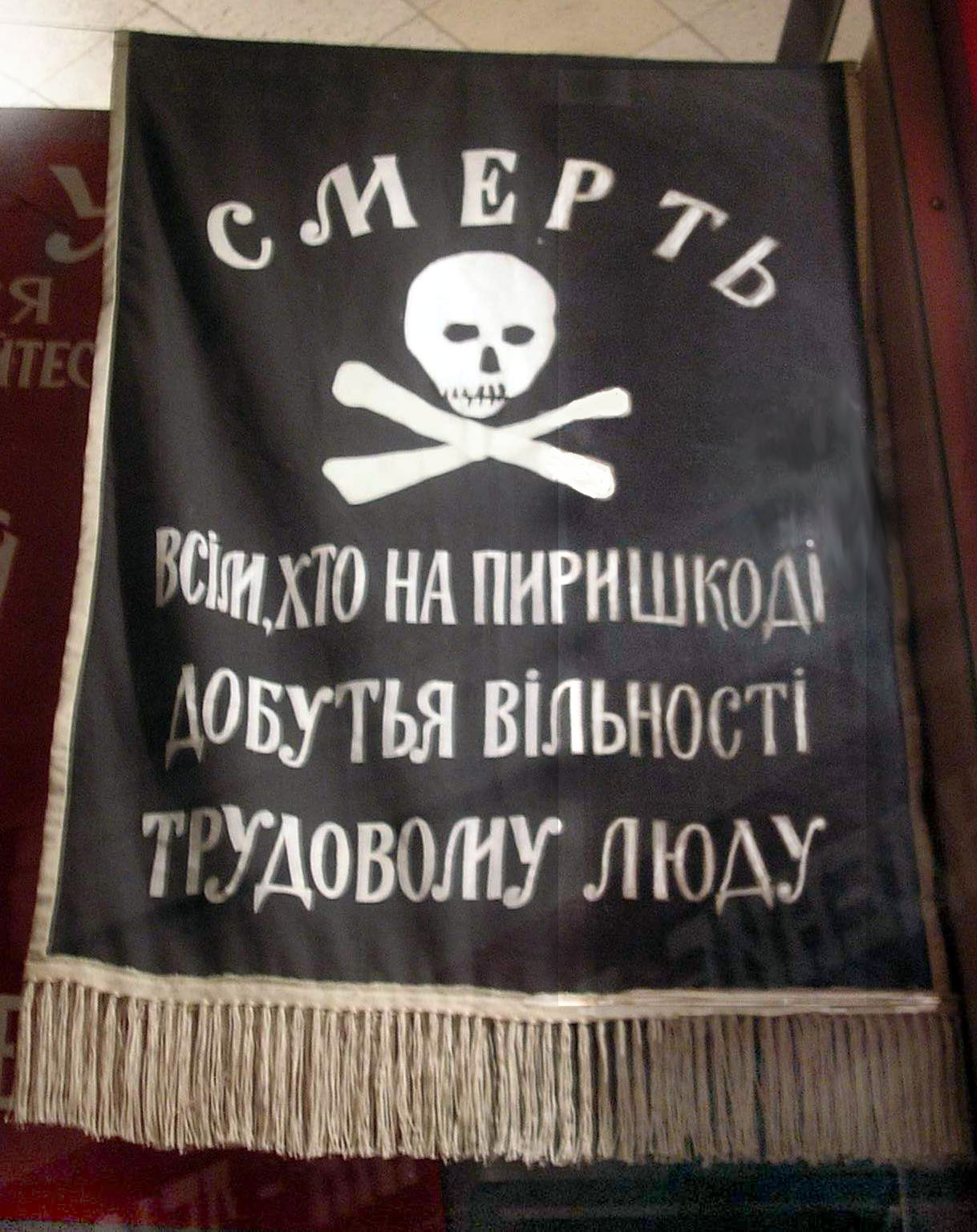
Псевдомахновский флаг, о котором сам Н. И. Махно говорил, что он «…не принадлежит махновскому движению…», музей города Гуляйполе.

Один из вариантов флага

Повста́нческое движе́ние под руково́дством Нестора Махно́, известное как махновское движение, махновщина (с осени 1919 года — Революцио́нная повста́нческая а́рмия Укра́ины (РПАУ)) — анархо-крестьянское движение на юго-востоке Украины во время Гражданской войны.
Возникло летом 1918 года в период австро-германской оккупации. Проходило под лозунгами «безвластной трудовой федерации», «полной свободы» и т. п. Характеризовалось глубоким недоверием к политическим партиям, нетрудовым или привилегированным группам общества, отрицанием диктатуры и государственности, полным местным самоуправлением трудящихся в виде «вольных трудовых советов» крестьянских и рабочих организаций.
Главную социальную базу движения составляло крестьянство Екатеринославской губернии. Повстанцев также поддерживали представители городского населения, интеллигенция.
Повстанческие отряды действовали против австро-германских войск и армии гетмана Скоропадского (1918), Директории УНР, армии генерала Деникина (1919) и Врангеля (1920). Отношение Советской власти к Махно было неоднозначным и противоречивым: с одной стороны, советское командование при необходимости взаимодействовало с повстанческими формированиями в ходе операций против петлюровцев и белых войск, а с другой стороны, активно подавляло махновщину.
Центром повстанческого движения было село Гуляй-Поле Екатеринославской губернии — родина Нестора Махно.

## Революционное повстанчество на Украине
Оккупационные австрийско-немецкие войска, вошедшие на Украину в марте — апреле 1918 года по приглашению Украинской Центральной рады, не только вытеснили с украинской территории все советские и иные революционные вооружённые формирования, но и установили полный контроль над политической и хозяйственной жизнью страны. Основная цель вторжения состояла в вывозе продовольственных запасов. Для обеспечения этого оккупационные власти свергли саму Центральную раду и восстановили свергнутую в 1917 году власть помещиков и дворян, поставив над украинским народом единодержавную власть гетмана Скоропадского.
Продовольственный грабёж Украины, организованный австро-германцами при всемерном содействии правительства Скоропадского, принял огромные размеры. Там, где крестьянство противилось этому грабежу, его подвергали репрессиям и расстрелам. Помимо открытого военного грабежа и насилия оккупантов, оккупация Украины сопровождалась помещичьей реакцией. Гетманский режим представлял собой полный возврат к прошлому, уничтожение всех революционных завоеваний крестьян и рабочих.
Эта обстановка привела к возникновению революционного движения украинского крестьянства, ставшего известным как революционное повстанчество. Летом 1918 года крестьянство повсеместно восставало против помещиков, убивало или изгоняло их, забирая себе землю и имущество. Немецкие и гетманские власти отвечали на это массовыми репрессиями в отношении сотен бунтующих сёл. Крестьянство, не желавшее покориться властям, перешло к партизанской борьбе. Практически одновременно во многих местах возникло множество партизанских отрядов, взявших на вооружение тактику внезапных налётов на помещичьи усадьбы, государственную стражу («варту») и иных представителей власти.
Как стихийные бунты, так и партизанские действия осуществлялись исключительно самими крестьянами, без какой бы то ни было политической организации, что, по мнению сподвижника Махно и историка махновского движения П. Аршинова, сформировало характер всего революционного повстанчества: основной особенностью повстанческого движения там, где оно не попало под влияние «партийного или националистического элемента», было революционное самоуправление народа. Ожесточённые репрессии помещичьей контрреволюции лишь сделали это движение повсеместным, вели к сплочению партизанских отрядов, способных действовать по единому плану. На практике это приводило к объединению крестьянства по районам путём слияния отдельных партизанских отрядов. В Екатеринославской губернии центром такого объединения стал отряд Махно, действовавший в Гуляйпольском районе.
Именно повстанческий отряд, руководимый Нестором Махно, сыграл исключительную роль в деле развития революционного повстанчества на юге Украины. В период, когда режим Скоропадского пришёл в упадок, а наибольшая опасность району стала угрожать со стороны белых войск Деникина, Махно стал в центре объединения миллионов крестьян на территории нескольких губерний.
При этом, в то время как на юге Украины повстанчество подняло чёрное знамя анархизма под лозунгами безвластия и самоуправления трудящихся, на западе и северо-западе Украины (на территории Киевской, Волынской, Подольской и части Полтавской губерний) повстанчество после свержения гетмана попало под влияние национально-демократических сил и служило опорой петлюровцам.

## История

### 1918 год
В январе-феврале в ходе Гражданской войны анархисты зашли на территорию Херсонской губернии и вели ожесточенные уличные бои пытаясь завладеть Елисаветградом уже перешедшим на тот момент под контроль Красной гвардии, и несколько раз осаждали его, но из-за сильного сопротивления горожан вошедшего в историю как Народное восстание и наступления германских войск анархисты нанеся сильный урон городу были вынуждены отступить .
29 июня 1918 года, по согласованию со Всеукраинским бюро по руководству повстанческим движением и выполняя решение Таганрогской конференции анархистов, Нестор Махно отправился на Украину для организации вооружённой борьбы против немецко-австрийских и гетманских войск. К этому времени на территории Украины уже действовали десятки разрозненных крестьянских отрядов. Советская Россия, связанная условиями Брестского договора, помогала повстанческому движению оружием, продовольствием, деньгами.
Проникнув нелегально на Украину при содействии российских большевиков, Махно со своей группой присоединился к уже существовавшему в районе Гуляй-Поля партизанскому отряду. После первой же успешной боевой операции против немецких карателей Махно был избран командиром отряда. Для приобретения оружия Махно провёл ряд экспроприаций в банках Екатеринославской губернии, а в дальнейшем партизаны добывали оружие, лошадей и пр., нападая на помещичьи усадьбы и отряды оккупационных войск. Отвага, опыт, организаторский талант и убеждённость в правоте своего дела сделали Махно настоящим вожаком повстанческого движения, привлекали к нему новых бойцов.
Весьма значительную часть в отрядах Н. Махно составляли бывшие матросы бывшего Черноморского флота, в среде которых в 1917 году анархисты имели сильное влияние, некоторые командиры этих отрядов стали видными фигурами в армии Махно.
До осени махновцы действовали в основном в пределах Александровского уезда, нападая на австрийские отряды и «варту» гетмана Скоропадского. В сентябре — октябре 1918 года под командованием батьки Махно объединились несколько партизанских отрядов, которые возглавляли гуляйпольские анархисты Виктор Белаш, В. Кириленко, Федосий Щусь, Петренко-Платонов и другие. К этому времени Махно фактически возглавил повстанческое движение не только в Гуляйпольском районе, но и во всей Екатеринославской губернии. Крестьяне Екатеринославщины и Северной Таврии оказывали повстанцам всяческое содействие, кормили, поставляли оружие, лошадей для кавалерии, занимались разведкой, а в случае необходимости целыми деревнями на два-три дня вливались в махновские отряды. К ноябрю отряды Махно насчитывали до 6 тысяч человек. Росту популярности Махно способствовали акты экспроприации и раздача населению отобранного у «буржуев» имущества и продуктов.
Ноябрьская революция 1918 года в Германии привела к её поражению в Первой мировой войне. К этому времени войска гетмана Скоропадского были деморализованы и не желали сражаться, а командование оккупационных войск стремилось как можно быстрее вывести свои части с Украины. Советская Россия объявила Брест-Литовский договор аннулированным.
С этого момента на Украине начинают действовать три основные общественные силы — петлюровцы, большевики и махновцы, — каждая из которых с течением времени вступила в непримиримо враждебные отношения с двумя другими.
В середине ноября украинские буржуазно-националистические партии образовали своё собственное правительство — Директорию, начавшую вооружённую борьбу за власть на Украине. 28 ноября группой членов Центрального исполнительного комитета Советов Украины было провозглашено Временное рабоче-крестьянское правительство Украины, которое заявило о восстановлении советской власти на Украине. В создавшейся ситуации «украинского двоевластия» Махно пытался сохранить независимость.
27 ноября Махно занял Гуляй-Поле, объявил его на осадном положении, сформировал и возглавил «Гуляйпольский революционный штаб». Повстанцы, нападая на отступающие австро-немецкие части, сумели захватить большое количество оружия и различного снаряжения и представляли значительную силу, контролируя большую часть территории Екатеринославской губернии. Крестьянская молодёжь массами стекалась к Махно. Войск гетмана в районе не было. Государственная варта ввиду необычайного роста повстанческой армии разбежалась. Махно выдвинул свои части к северу, занял узловые станции Чаплине, Гришино, Синельниково, дошёл до Павлограда и повернул на запад в сторону Екатеринослава, где столкнулся с представителями Директории.
Петлюровцы, сформировавшие своё войско из множества повстанческих отрядов и захватившие власть в целом ряде городов Украины, рассматривали махновское движение как составную часть общеукраинской национальной революции и рассчитывали втянуть его в сферу своего влияния и руководства. Однако на предложение Директории о совместных действиях против Красной Армии Махно ответил: «Петлюровщина — авантюра, отвлекающая внимание масс от революции». По мнению Махно и его соратников, петлюровщина представляла собой движение украинской национальной буржуазии, с которой народно-революционному движению совсем не по пути.
Махно принял предложение Екатеринославского комитета КП(б)У о совместных вооружённых действиях против петлюровцев в Екатеринославе. 26 декабря вооружённые отряды Екатеринославского губкома партии большевиков и губревкома совместно с отрядами Махно выбили петлюровцев из Екатеринослава. Одновременно в городе подняли восстание рабочие. В результате этой операции семитысячный петлюровский гарнизон был разгромлен. Повстанцы открыли городскую тюрьму и выпустили уголовников, которые тут же принялись грабить население. По согласованию с губкомом КП(б)У на отряды Махно была возложена задача по обороне Екатеринославского укреплённого района и восстановлению нормальной жизни в городе. Махно был включён в состав военного революционного комитета и назначен командиром Советской революционной рабоче-крестьянской армии Екатеринославского района. Махно было предписано укреплять фронт, но он в первую очередь заботился о том, чтобы обеспечить свою армию оружием и боеприпасами. Воспользовавшись беспечностью повстанческого командования, петлюровцы через два-три дня, подтянув подкрепления из Александровска, перешли крупными силами в контрнаступление и выбили махновцев из города. Батька, фактически сдав Екатеринослав без боя, вернулся в свою «столицу» Гуляй-Поле. Тем временем петлюровцы жестоко расправились с участниками Екатеринославского восстания. Повстанцы также понесли немалые потери. От армии Махно в походе участвовали кавалерийский отряд в 100 сабель и 400 пехотинцев. В Гуляй-Поле вернулось всего около двухсот человек.
С этого времени на северо-западной границе территории, контролируемой Махно, возник фронт между махновцами и петлюровцами. Однако в связи с тем, что петлюровские войска, состоявшие в большинстве из крестьян-повстанцев и насильно мобилизованных, стали быстро разлагаться при соприкосновении с махновцами, фронт в скором времени был ликвидирован.

### 1919 год

#### Январь — май

##### Наступление Украинского фронта
4 января 1919 года советским правительством Украины был образован Украинский фронт, организовавший наступление на Полтаву — Лозовую и Киев — Черкассы. 5 февраля был взят Киев, в течение нескольких следующих недель — вся Левобережная Украина.
После падения правительства гетмана Скоропадского сменившему его режиму Директории на первых порах не удалось создать устойчивые регулярные воинские формирования. Армия Директории состояла из разрозненных отрядов повстанцев-крестьян, принявших участие в антигетманском восстании. В ходе наступления красных войск повстанческие части, привлечённые социальными лозунгами Советской власти, массово переходили на сторону большевистского правительства Советской Украины. Как правило, повстанческие соединения, объявившие о своей советской ориентации, в полном составе, во главе со своими командирами («атаманами», «батьками»), по взаимному соглашению включались в состав армии Советской Украины, получая номер и официальное наименование, с последующим приведением повстанческих частей к штатам Красной армии и назначением комиссаров-большевиков.

##### Махно и анархизм
Тем временем влияние анархизма на повстанческую армию Махно усиливалось благодаря постоянному притоку идейных сторонников анархии. Эти люди пользовались у Махно особыми привилегиями, занимали руководящие посты в повстанческом движении, способствовали формированию взглядов и поведения батьки, возвеличивали его как «народного вождя», «великого анархиста», «второго Бакунина». Анархистские идеи предопределили развитие махновщины, которое неизбежно вело её к конфликту с Советской властью. В феврале — марте 1919 года Махно предложил анархисту Петру Аршинову, с которым он отбывал каторгу в одной камере Бутырской тюрьмы и встречался летом 1918 года в Москве, присоединиться к украинскому повстанчеству и организовать анархическую газету для повстанцев и рабоче-крестьянских масс. Приехав в апреле в Гуляй-Поле, Аршинов был избран председателем культурно-просветительного отдела Военно-революционного совета и штаба бригады Махно, назначен редактором газеты «Путь к свободе»; с весны 1919 года он стал одним из основных идеологов махновского движения.

##### Реорганизация повстанческой армии
3-4 января в Пологах прошёл съезд повстанческих отрядов, который по поручению
Военно-революционного совета махновцев организовал и провёл В. Белаш, руководитель Новоспасовской группы анархистов и один из организаторов антигетманского повстанческого движения, выступавший за замену отрядно-партизанской системы дисциплинированными и организованными революционными частями с единой системой снабжения и управления. По его докладу съезд принял решение о реорганизации отрядов в пять повстанческих полков и выбрал оперативный штаб во главе с Белашом. С этого времени Белаш стал одним из ведущих руководителей махновского движения, лидером той его части, которая была настроена наиболее терпимо в отношении Советской власти и выступала за тесный союз с ней для борьбы с белой контрреволюцией.
После екатеринославской операции махновцы обосновались в Гуляй-Поле, где Махно планировал приступить к практическому осуществлению идеала анархизма — созданию в Гуляйпольском районе вольного, безвластного коммунистического общества. Отряды Махно продолжали расти за счёт присоединявшихся к ним местных крестьян. Как утверждал в своих мемуарах В. Белаш, к концу января у батьки было 29 тысяч бойцов и до 20 тысяч невооружённого резерва. Однако положение повстанцев было непростым: петлюровцы продолжали оказывать на Махно давление, пытаясь переманить его на свою сторону, с юго-востока и юга надвигалась Добровольческая армия генерала Деникина, а с севера теснил петлюровцев и приближался к махновской территории советский Украинский фронт. Поэтому Махно в течение всего января пытался выиграть время, усилиться за счёт потенциальных союзников и найти более выгодную линию поведения.
12 января белые (3-я дивизия Добровольческой армии генерала В. З. Май-Маевского) начали наступление со стороны Донбасса на махновский район, 20 января взяли Пологи, а 21—22 января атаковали Гуляй-Поле. Ожесточённые бои за Гуляй-Поле продолжались несколько дней, в ходе которых село несколько раз переходило из рук в руки. Повстанцы потеряли убитыми, ранеными, пленными до 1000 бойцов и были вынуждены отступить на станцию Гайчур, после чего махновско-белогвардейский фронт стабилизировался.

##### Действия в составе Украинского фронта
Тем временем части советского Украинского фронта, продвигаясь на юг, захватили Екатеринослав и ряд районов губернии. Махно наконец принял решение пойти на союз с красными, объявив петлюровцев и деникинцев наиболее опасными противниками. 26 января по поручению штаба повстанцев Белаш выехал в Харьков, где провёл переговоры с командованием красных войск о военном союзе, а также установил контакт с секретариатом Конфедерации анархистов Украины (КАУ) «Набат», договорившись о регулярной доставке в контролируемый махновцами район анархической литературы и агитаторов.
В результате переговоров с советским командованием отряды Махно, получившие оружие и патроны для крестьянского пополнения, были в феврале переформированы в 3-ю стрелковую бригаду 1-й Заднепровской Украинской советской дивизии, образованной советским командованием из повстанческих отрядов юга Украины (командир дивизии Павел Дыбенко).
Согласно воспоминаниям Аршинова, повстанческая армия вошла в состав Красной армии на следующих принципах: а) внутренний распорядок её остаётся прежний; б) она принимает политических комиссаров, назначаемых коммунистической властью; в) она подчиняется высшему красному командованию лишь в оперативном отношении; г) армия с противоденикинского фронта никуда не уводится; д) армия получает военное снаряжение и содержание наравне с частями Красной армии; е) армия продолжает называться Революционной повстанческой, сохраняя при себе чёрные знамёна. Это соглашение, таким образом, рассматривалось руководством повстанцев как исключительно военное, не затрагивающее общественного устройства махновского района.
На втором районном съезде крестьян, рабочих и повстанцев, собравшемся 12 февраля и обсудившем опасность, надвигавшуюся со стороны Деникина, было принято постановление об организации добровольной мобилизации. При этом, несмотря на большое число желающих присоединиться к Махно, в районе не было достаточного числа оружия, чтобы вовремя сформировать новые повстанческие части. Повстанческая армия махновцев, по словам Аршинова, имела к этому времени в своих рядах около 20 тысяч бойцов-добровольцев, многие из которых, однако, были «крайне переутомлены и истрёпаны», участвуя в беспрерывных боях по пять-шесть месяцев.
Командование дивизии предлагало Махно отказаться от выборности командиров, упразднить Военно-революционный совет, допустить в штаб бригады и в полки комиссаров для политической агитации среди бойцов-повстанцев. Махно принял комиссаров-коммунистов и присланного Дыбенко начальника штаба — левого эсера И. Озерова, но выборность командиров и Военно-революционный совет сохранил.
Директивой главкома И. И. Вацетиса от 12 марта Украинскому фронту было предписано объединить усилия с Южным фронтом для ликвидации группировки белых в Донбассе. Антонов-Овсеенко распорядился «усилить группу Махно для ликвидации Бердянска — Мариуполя» (в порты Мариуполя и Бердянска в декабре 1918 года вошли корабли французских ВМС) частями 2-й бригады, действовавшей на Крымском направлении, и 16-м полком из 1-й бригады Григорьева.
14 марта 1-я Заднепровская дивизия овладела Мелитополем, разрезав приазовский фронт белых надвое.
15 марта махновцы заняли Бердянск и 19 марта подступили к Мариуполю. Севернее отряды Махно 17 марта овладели Волновахой.
20 марта командующий войсками Харьковской группы войск А. Скачко поставил Заднепровской дивизии и её 3-й бригаде задачу выйти на линию Платовка — Мариуполь и закрепиться на ней. Эту задачу дивизия выполнила, причем бригада Махно проявила себя героически. Мариуполь пал 29 марта. 27 марта во время боя между бригадой Махно за Мариуполь военно-морские силы Антанты, стоявшие на рейде Мариуполя, вмешались в военные действия, обстреляли наступавших махновцев и высадили небольшой десант. Однако 29 марта был подписан договор с махновской делегацией, установивший однодневное перемирие для эвакуации порта. За этот день французские суда вывезли из порта Мариуполь несколько недостроенных судов, ценности и беженцев.
9-й Греческий полк, принимавший участие в освобождении Мариуполя от белой армии, был награждён почётным Красным знаменем, а командиру полка В. Тахтамышеву была объявлена благодарность.
Тем временем главком Красной Армии Вацетис требовал от Южного фронта более решительных действий на Донецком и Луганском направлениях. 27 марта он издал приказ: в кратчайший срок овладеть Донбассом. Наступление силами советских 13-й и 8-й армий, по плану, должно было начаться 29 марта. Части Махно были направлены на правый фланг 13-й армии для атаки на Донбасс с юго-запада. Однако белый корпус Покровского 27 марта нанёс упреждающий удар по частям 8-й армии и принудил их отступать на север к Луганску. В конце марта на Усиление 13-й армии была направлена из Екатеринослава 9-я дивизия, снятая с Украинского фронта. Тем временем 1-я Кавказская кавалерийская дивизия генерала Шкуро (2 тысячи сабель) прорвала фронт красных, 30 марта взяла Дебальцево, а 4-5 апреля разбила части 13-й армии у Юзовки. 9-я дивизия бежала с позиций, открыв фланг бригады Махно.
В. Белаш, назначенный 9 апреля начальником штаба боевого участка махновской бригады в районе Волновахи и фактически исполнявший обязанности командира боевого участка (12 тыс. штыков, 600 сабель, 4 орудия, бронепоезд), 15-16 апреля руководил боями против конницы Шкуро у ст. Розовка и наступлением махновцев на Волноваху.
15 апреля приказом по войскам Украинского фронта были созданы 2-я и 3-я Украинские советские армии. 2-я Украинская советская армия (командарм А. Скачко) была сформирована из частей Группы войск харьковского направления (в том числе 3-й бригады 1-й Заднепровской Украинской советской дивизии), которые были сведены в 2 штатные дивизии. Бывшая 3-я бригада 1-й Заднепровской дивизии вошла в состав 7-й Украинской советской дивизии, начальником которой назначался Махно.

##### Махно и Советская власть
На словах признавая подчинение красному командованию, батька зачастую не выполнял его требований, постоянно подчёркивал свою независимость и самостоятельность. Ещё в феврале созванный Махно в Гуляй-Поле 2-й районный съезд Советов принял резолюцию, выражавшую анархистское отрицательное отношение ко всякой государственной власти, в том числе советской.
Почти все повстанческие отряды Махно в марте дислоцировались на территории Александровского уезда Екатеринославской губернии, в прифронтовой полосе деникинского фронта. Штаб батьки оставался в Гуляй-Поле. Эта территория, по мнению Махно, должна была стать центром нового «безвластного» анархистского государства. Командование Украинского фронта поставило перед К. Е. Ворошиловым, являвшимся в тот период народным комиссаром внутренних дел УССР, задачу «расколоть с помощью надёжных частей армию Махно» и издало приказ о переводе штаба повстанцев из Гуляй-Поля в Пологи. Махно, однако, отказался подчиниться этому приказу. Он не хотел оставлять Гуляй-Поле, считая своей главной задачей завоз в свою столицу и соседние населённые пункты как можно большего количества имущества и материальных ценностей. Махновцы выставили на железную дорогу заградотряды и перехватывали вагоны с мукой, хлебом, другими продовольственными товарами, углем, соломой. Более того, они сами отказывались поставлять по продразвёрстке хлеб, имевшийся в Бердянском и Мелитопольском уездах, требуя за него промышленные товары.

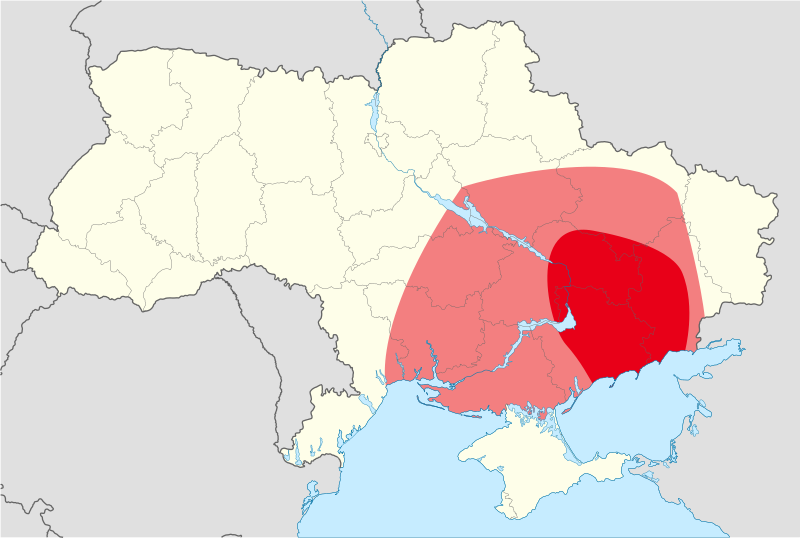
Примерные границы территории, контролировавшейся армией Махно

В результате наступления войск Махно в составе Украинского фронта территория, контролируемая ими, увеличилась до 72 волостей Екатеринославской и Таврической губерний с населением более двух миллионов человек.
Если на откровенно антибольшевистский характер резолюций февральского районного съезда Советов советские власти предпочли не обратить внимание, то в апреле, когда фронт стабилизировался, власти взяли курс на ликвидацию особого положения махновского района. Однако уже первая попытка Дыбенко расформировать часть махновских отрядов вызвала волнения.
Последующие события не способствовали снижению напряженности. 19 апреля (у Аршинова — 10 апреля) исполком Военно-революционного совета Гуляйпольского района, вопреки запрету красного командования, созвал 3-й районный съезд, на котором присутствовали представители 72 волостей Александровского, Мариупольского, Бердянского и Павлоградского уездов, а также делегаты от махновских воинских частей. Съезд провозгласил анархистскую платформу, заявив о категорическом непризнании диктатуры какой бы то ни было партии и высказавшись против военно-коммунистической политики РКП(б).
Узнав о принятой резолюции, комдив Дыбенко объявил: «Всякие съезды, созванные от имени распущенного согласно моему приказу военно-революционного штаба, считаются явно контрреволюционными, и организаторы таковых будут подвергнуты самым репрессивным мерам, вплоть до объявления вне закона».
Ответ Военно-революционного совета, полагавших, что Дыбенко не имеет права вмешиваться в работу съезда, по словам историка А. Шубина, по своему духу напоминал письмо казаков турецкому султану. Намекая на слабость позиций партии большевиков в Приазовье, махновцы заявили: «… Если большевистская идея будет иметь успех, то военно-революционный совет, с точки зрения большевиков организация явно контрреволюционная, заменится другой, „более революционной“ большевистской организацией. А покамест не мешайте нам, не насилуйте нас». Это послание было воспринято прикомандированными к штабу Махно комиссарами как объявление войны. Кое-кто даже предпочёл покинуть район.
29 апреля в Гуляй-Поле отправился сам командующий Украинским фронтом В. Антонов-Овсеенко. Вопреки опасениям, Махно встретил его почётным караулом, а в ходе переговоров пошёл на Уступки — осудил наиболее резкие положения резолюции съезда и обещал препятствовать выборности комсостава. При этом Махно выдвинул принципиально новую идею долгосрочного сосуществования различных политических течений в рамках одной системы власти: «До решительной победы над белыми должен быть установлен революционный фронт, и он (Махно) стремится не допускать междоусобиц между различными элементами этого революционного фронта». Идея эта, однако, не была воспринята советским руководством, и посетивший 4-5 мая махновский район чрезвычайный уполномоченный Совета Обороны республики Лев Каменев вновь потребовал ликвидировать политические органы движения и, прежде всего, Военно-революционный совет.

##### Григорьевский мятеж
Новый повод для взаимного недоверия возник в связи с началом мятежа атамана Григорьева на Правобережной Украине. 12 мая Каменев, действия которого по организации хлебозаготовок на Украине во многом подтолкнули Григорьева к мятежу, направил Махно телеграмму, выдержанную в явно недоверчивом тоне: «Изменник Григорьев предал фронт. Не исполнив боевого приказа, он повернул оружие. Подошёл решительный момент — или вы пойдёте с рабочими и крестьянами всей России, или откроете фронт врагам. Колебаниям нет места. Немедленно сообщите расположение ваших войск и выпустите воззвание против Григорьева, сообщив мне копию в Харьков. Неполучение ответа буду считать объявлением войны. Верю в честь революционеров — Вашу, Аршинова, Веретельникова и др.».
«Батько» дал довольно двусмысленный ответ: «Честь и достоинство революционера заставляют нас оставаться верными революции и народу, и распри Григорьева с большевиками из-за власти не могут заставить нас оставить фронт». После того, как направленные Махно в район григорьевского мятежа представители были перехвачены властями, окончательное определение махновцами своего отношения к Григорьеву затянулось до конца мая. В своём воззвании «Кто такой Григорьев?» Махно подверг сокрушительной критике «Универсал» мятежников: «Братья! Разве вы не слышите в этих словах мрачного призыва к еврейскому погрому?! Разве вы не чувствуете стремления атамана Григорьева порвать живую братскую связь революционной Украины с революционной Россией?». При этом Махно возложил ответственность за случившееся на действия большевистских властей: «Мы должны сказать, что причины, создавшие всё движение Григорьева, заключаются не в самом Григорьеве… Всякое сопротивление, протест и даже самостоятельное начинание душились чрезвычайными комиссиями… Это создало в массах озлобление, протест и враждебное настроение к существующему порядку. Этим воспользовался Григорьев в своей авантюре… требуем к ответу коммунистическую партию за Григорьевское движение».

##### Боевые действия против белых войск в апреле — мае
Однако уже 25 мая Совет обороны Украины по указанию Ленина и Троцкого принял решение «ликвидировать махновщину в сжатые сроки».

#### Июнь — декабрь
Приказом от 4 июня 1919 года Украинский фронт и Украинская советская армия были расформированы, причём 2-я Украинская армия была преобразована в 14-ю армию РККА и оставлена в составе Южного фронта. 7 июня 14-ю армию возглавил К. Е. Ворошилов.
6 июня председатель РВСР Л. Д. Троцкий издал приказ, в котором объявил начальника 7-й Украинской советской дивизии Н. И. Махно вне закона «за развал фронта и неподчинение командованию».
Его начальник штаба и семь командиров были расстреляны. Махно с наиболее преданными сторонниками скрылся, в то время как большинство махновцев продолжили бои с белыми войсками в составе 14-й армии.
После поражения григорьевского восстания атаман Григорьев с остатками своих отрядов встретился с махновцами в селе Камышоватое Елисаветградского уезда, рассчитывая на поддержку Махно. В ходе переговоров Махно настоял на объединении отрядов. Григорьев стал командующим объединёнными вооружёнными силами, а Махно — председателем революционного совета. Григорьев, таким образом, вошёл в подчинение Махно. Был создан новый штаб «партизанско-повстанческой армии», в который вошли преимущественно махновцы.
Летом 1919 года повстанческая бригада, развёрнутая в стрелковую дивизию РККА, была разгромлена деникинцами, после чего остатки повстанцев отошли в Херсонскую губернию.
В середине сентября 1919 года подразделения повстанческой армии, насчитывающие до 20 000 бойцов и большой обоз с ранеными, были вытеснены под Умань, где столкнулись с подразделениями Армии Украинской Народной Республики. Так как обе стороны не проявили враждебности друг к другу было принято решение приступить к переговорам о начале военного сотрудничества. 20 сентября в штабе армии УНР в Жмеринке по итогам переговоров было подписано соглашение о сотрудничестве, по которому:
- стороны обязались совместно бороться против белогвардейцев;
- армия УНР передавала РПАУ 125 000 патронов бесплатно и ещё 575 000 патронов за 50 000 карбованцев;
- для отдыха и реорганизации РПАУ ей предоставлялась территория в районе села Текуча (южнее Умани);
- РПАУ передавала в военные госпитали УНР более 3000 своих раненых и больных бойцов.

21 сентября Махно приказал своим подразделениям перегрупироваться так, чтобы быть готовыми к совместным с УНР боевым действиям против белогвардейцев. Однако уже к 25 сентября повстанческие части фактически попали в окружение в районе Ольшанка—Островец—Роговая и потеряли связь с войсками УНР. Через несколько дней активных боёв махновцы прорвали окружение под Перегоновкой и начали пробиваться на Екатеринославщину.

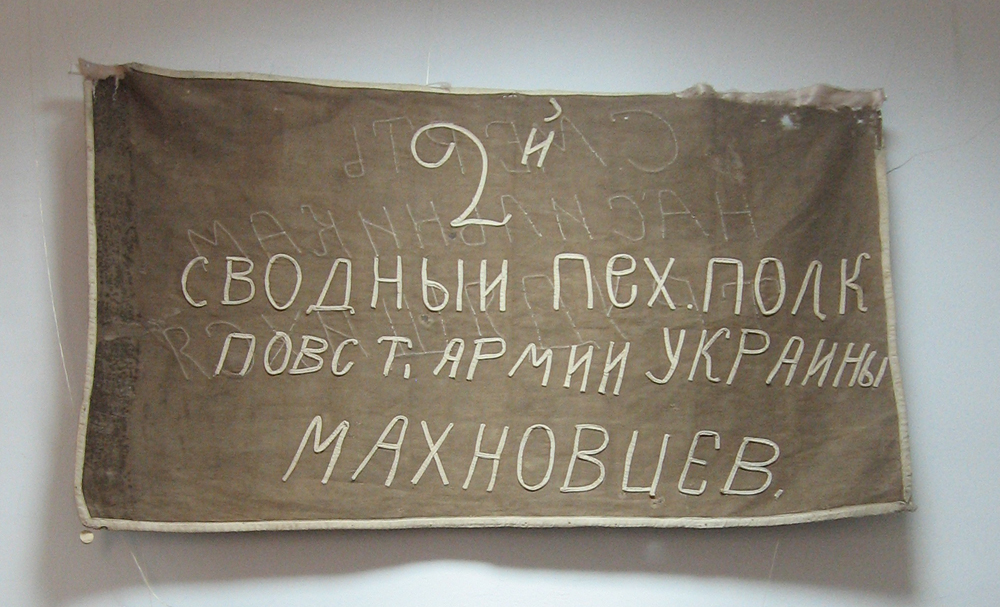
Флаг 2-го сводного полка махновцев

По данным начальника штаба Махно Виктора Белаша, армия Махно осенью 1919 г., находясь в тылу Вооружённых сил Юга России, состояла из четырёх корпусов. 1-й Донецкий имел 15500 штыков, 3650 сабель, 16 орудий и 144 пулемёта; 2-й Азовский — 21000 штыков, 385 сабель, 16 орудий и 176 пулемётов; 3-й Екатеринославский — 29000 штыков, 5100 сабель, 34 орудия и 266 пулемётов; 4-й Крымский — 17500 штыков, 7500 сабель, 18 орудий и 154 пулемёта. В резерве штаба армии находились: пулемётный полк (700 пулемётов), бригада кавалерии (3000 сабель), обозные войска, трудовые полки, комендантские роты и эскадроны общей численностью 20000 человек. Всего армия имела 103 тыс. штыков, 20 тыс. сабель, 1435 пулемётов, 84 орудия. Махновские формирования состояли из пехотных и конных полков, большинство из частей были сформированы в соответствии с красноармейскими штатами и реорганизации не подвергались. Новые полки создавались по их образцу. 

В решающий момент наступления белых на Москву полки Революционной повстанческой армии Украины под командованием Нестора Махно нанесли удар по тыловым частям и складам боеприпасов ВСЮР. В своих воспоминаниях А. И. Деникин писал:

… в начале октября в руках повстанцев оказались Мелитополь, Бердянск, где они взорвали артиллерийские склады, и Мариуполь — в 100 верстах от Ставки (Таганрога). Повстанцы подходили к Синельникову и угрожали Волновахе — нашей артиллерийской базе. 

…Для подавления восстания пришлось, невзирая на серьёзное положение фронта, снимать с него части и использовать все резервы. …Это восстание, принявшее такие широкие размеры, расстроило наш тыл и ослабило фронт в наиболее трудное для него время.

### 1920—1921
Осенью 1920 конный корпус РПАУ под командованием Семёна Каретника принял участие в боях за Крым на стороне Красной армии. В ночь на 8-е ноября кавалерийская бригада повстанцев и пулемётный полк на тачанках по дну форсировали Сиваш и, разбив конный корпус ген. Барбовича под Юшунью и Карповой Балкой, вышли в тыл войскам Врангеля, оборонявшим Перекопский перешеек, что способствовало успеху всей Крымской операции. Командовавший обороной Крыма генерал А. П. Кутепов не смог сдержать наступления, и части Красной армии заняли Крым.

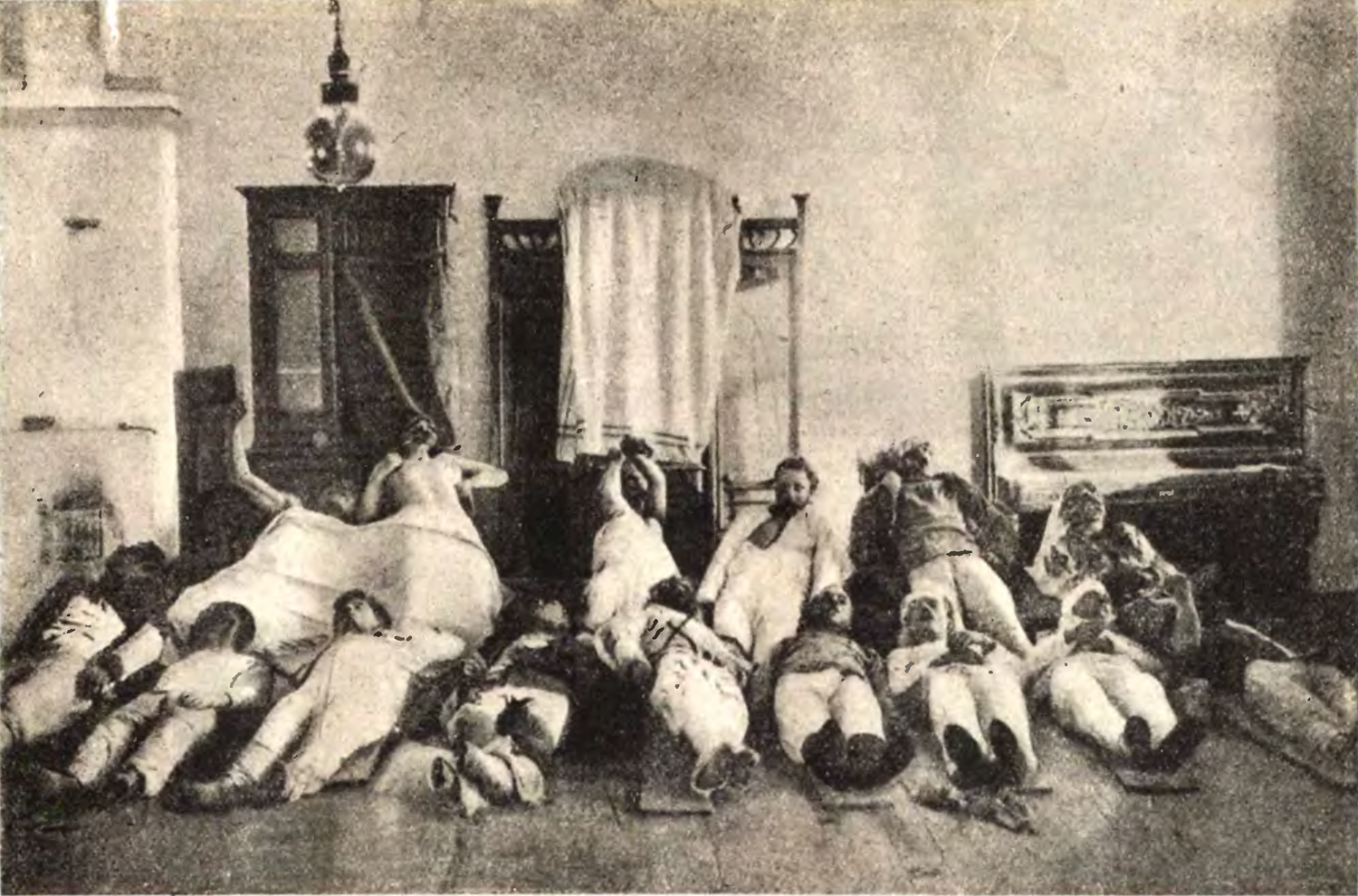
(декабрь 1920)

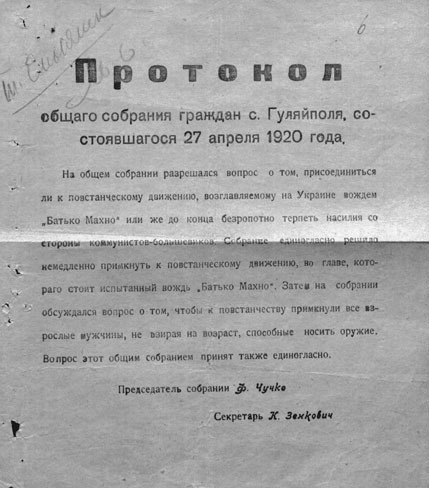
Протокол общего собрания граждан Гуляй-Поля о поддержке повстанческого движения батьки Махно, 27.04.1920

Независимая и антибольшевистская позиция махновцев не могла удовлетворять правительство Советской России. Уже 24 ноября после приказа Командующего южным фронтов М. В. Фрунзе на Перекопском перешейке были поставлены заградотряды. На уничтожение махновцев были брошены крупные силы Красной армии — 5 регулярных армий, всего более 350 тысяч личного состава с бронепоездами, броневиками, артиллерией и авиацией. Почти год Махно уходил от преследования, совершая рейды по юго-восточной Украине и южной части РСФСР. 18 июня 1921 под Недригайловом армия Махно потерпела окончательное поражение от красных. К концу лета 1921 махновцы перестали существовать как организованная сила. Сам Махно, с трудом избежав гибели, ушёл с семьёй и небольшим вооруженным отрядом верных ему повстанцев в Румынию и там был интернирован.

## Организация и тактика
Махновцами использовались в основном партизанские методы борьбы. Отдельные партизанские отряды сводились в части и соединения различной численности и неопределённой структуры. Их костяк составляли конные части и пулемётные отряды на тачанках, укомплектованные на постоянной основе и обладавшие высокой подвижностью (переходы совершались до 100 км в сутки).

## Состав

### Революционно-повстанческая армия Украины
Съезд повстанческих отрядов, прошедший 3-4 января 1919 года, принял решение о реорганизации отрядов в пять повстанческих полков.
3 января — 19 февраля 1919 года
- 1-й Повстанческий полк имени батьки Махно (Т. Я. Вдовиченко)
- 2-й Повстанческий полк имени батьки Махно (Дерменжи)
- 3-й Повстанческий полк имени батьки Махно (Паталаха)
- 4-й Повстанческий полк имени батьки Махно (Онищенко)
- 5-й Повстанческий полк имени батьки Махно (Ф. Зубков)

### Бригада имени батьки Махно (3-я бригада 1-й Заднепровской Украинской советской дивизии)
В результате переговоров с советским командованием отряды Махно были в феврале переформированы в 3-ю стрелковую бригаду 1-й Заднепровской Украинской советской дивизии, образованной советским командованием из повстанческих отрядов юга Украины (командир дивизии Павел Дыбенко).
19 февраля — 12 мая 1919 года
- 7-й Заднепровский пехотный стрелковый полк (А. Калашников)
- 8-й Заднепровский пехотный стрелковый полк (В. В. Куриленко)
- 9-й Заднепровский пехотный стрелковый полк (В. Ф. Тахтамышев)
- 10-й стрелковый Донской полк (Е. П. Бондаренко)
- 11-й Игнатьевский полк (М. Т. Давыдов)
- 12-й кавалерийский Донской полк (М. Морозов)
- 2-й Греческий полк
- Покровский полк (П. Петренко)
- Особая бригада
- Бронепоезд № 8
- Бронепоезд Лонцова
- Бронепоезд «Грозный»
- Авиаотряд
- Броневой дивизион
- Артиллерия
- 1-й Екатеринославский кавалерийский дивизион

### Первая Украинская повстанческая дивизия имени батьки Махно (в составе 2-й Украинской армии)
15 апреля 1919 года приказом по войскам Украинского фронта была сформирована 2-я Украинская советская армия (командарм А. Скачко) из частей Группы войск харьковского направления, которые были сведены в 2 штатные дивизии. Бывшая 3-я бригада 1-й Заднепровской Украинской советской дивизии вошла в состав 7-й Украинской советской дивизии, начальником которой был назначен Махно. 27 апреля 2-я Украинская советская армия была передана в оперативное подчинение Южному фронту.
12 мая — 9 июня 1919 года
- 1-я бригада (Куриленко)
  - 1-й Повстанческий полк
  - 2-й Мариупольский полк
  - 3-й Заднепровский советский украинский полк
- 2-я бригада (Белаш)
  - 1-й кавалерийский советский полк
  - 1-й кавалерийский повстанческий полк
  - 4-й Кременчугский полк
  - 5-й Игнатьевский повстанческий полк
  - 6-й Донский полк
- 3-я бригада (Антощенко)
  - 1-й Великомихайловский полк
  - 3-й Григорьевский полк
  - 7-й Заднепровский пехотный полк
  - 1-й ударный Берестовский батальон

### 3-я бригада 7-й стрелковой дивизии РККА (после объявления Махно вне закона и переформирования)
С 9 июня 1919 под командованием Круссера
- Новоспасовский полк (Вдовиченко)
- 8-й Заднепровский полк (Бондарец)
- 7-й Заднепровский полк (Калашников)
- 9-й Греческий полк (Тахтамышев)
- 10-й Донской полк (Бондаренко)
- 11-й Игнатьевский полк (Роваза)
- Три полка
- Группа Паталахи (Паталаха)
- Группа Петренко (Петренко)
- 3 бронепоезда
- три полевые батареи

Из бывших махновских частей предполагалось сформировать новую бригаду, формирование которой Ворошилов поручил Давыдову. Командирами полков должны были стать Бондаренко, Тахтамышев, Петренко (Платонов). 3-я бригада, однако, постепенно разложилась. К середине лета часть махновцев ушла в подполье, а оставшиеся отступили вместе с красными частями.

### Революционная повстанческая армия Украины (часть махновцев, выступившая против советской власти)
С 9 июня 1919 года
- Отряд Махно
  - Группа Никифоровой
  - Группа Ковалевича
  - Группа Черняка

С 1 сентября 1919 по 11 января 1920:
- 1-й Донецкий корпус (РПАУ) (Калашников)
- 2-й Азовский корпус (РПАУ) (Вдовиченко)
- 3-й Екатеринославский корпус (РПАУ) (Гавриленко)
- 4-й Крымский корпус (РПАУ) (Павловский)
- 5-й Херсонский корпус (РПАУ) (Ващенко)
- 6-й Киевский корпус (РПАУ) (Рябонов)
- 7-й Черниговский корпус (РПАУ) (Шуба)
- 8-й Полтавский корпус (РПАУ) (Христовой)
- Среднеднепровская группа (РПАУ)

### Флот
- Азовско-Черноморская флотилия

## Знамёна
Нестор Махно в 1927 году в парижском журнале «Дело Труда» опубликовал статью «К евреям всех стран». В ней он написал: «Так, например, фотография: „Махновщина на походе“ — помимо того, что не имеет ничего общего с погромами, она совершенно не махновская, как не принадлежит махновскому движению и фотография знамени с эмблемой черепа. Эти чужие фотографии в документе „еврейского общества“ фигурируют под именем махновских».

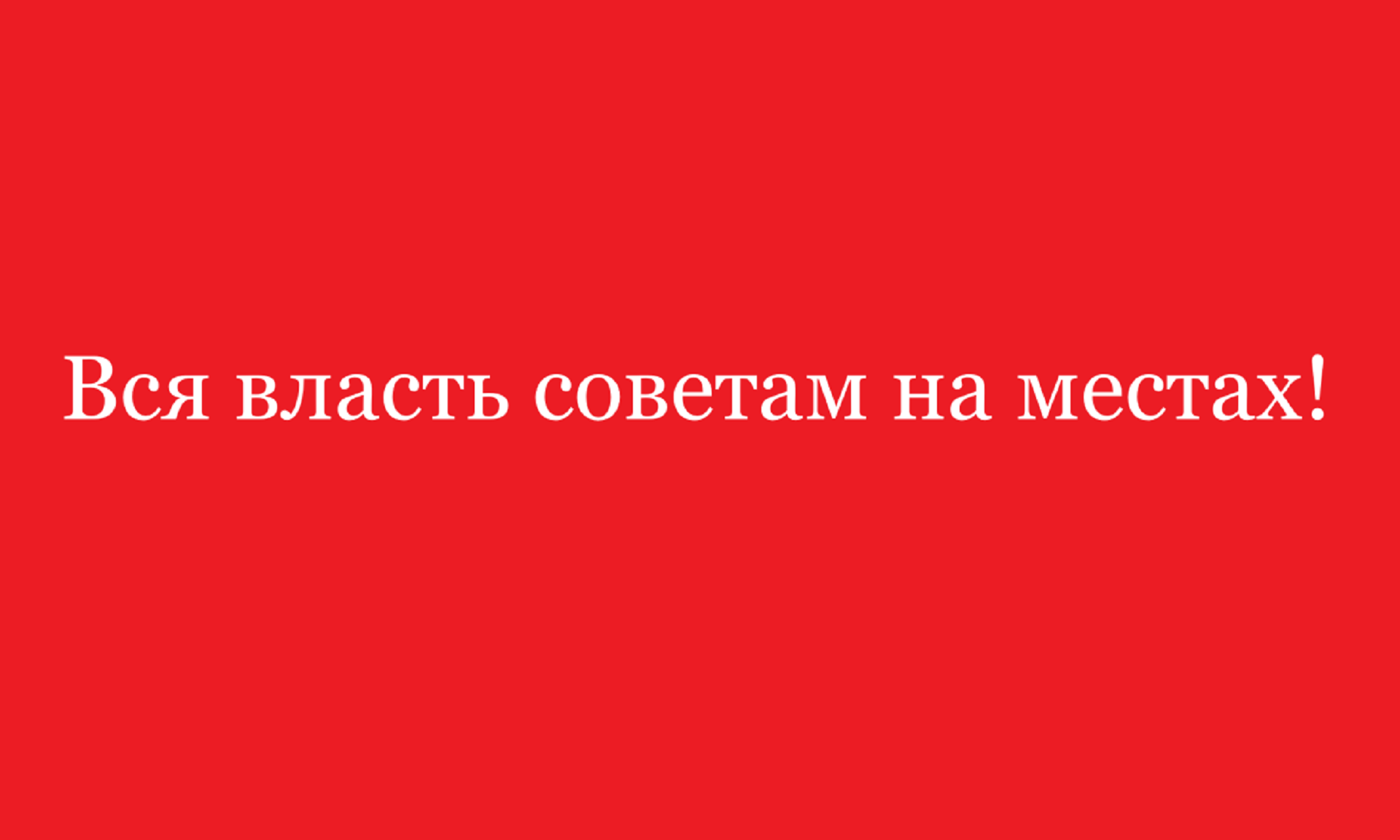

В. Ф. Белаш, приехавший в начале января 1919 г. в Гуляйполе, позднее вспоминал: "У штаба висели тяжёлые чёрные знамёна с лозунгами: «Мир хижинам, война дворцам», «С угнетенными против угнетателей всегда», «Освобождение рабочих — дело рук самих рабочих». Дальше виднелись красные флаги вперемешку с чёрными, развешанные, видимо, у зданий гражданских организаций. Рядом со штабом, у входа в «Волостной Совет рабочих, крестьянских и повстанческих депутатов», висели два флага — один чёрный с надписью: «Власть рождает паразитов. Да здравствует анархия!», другой — красный с лозунгом: «Вся власть советам на местах!».
После разрыва с советской властью, последовавшего в июне 1919 г., Махно вновь возвращается к анархистской символике, а чёрный цвет становится неизменным символом махновского повстанческого движения. Судя по всему, в тот период каждая часть имела собственное знамя: так, в воспоминаниях выпускницы Института благородных девиц О. С. Лодыженской утверждается, что один из махновских отрядов шёл под чёрным плакатом с девизом «Мы за большевиков, бей жидов и коммунистов!».

## Лидеры махновского движения
- Нестор Иванович Махно
- Виктор Фёдорович Белаш
- Пётр Андреевич Аршинов
- Всеволод Михайлович Волин
- Феодосий Юстинович Щусь
- Семён Никитич Каретник
- Лука Никифорович Бондарец
- Дмитрий Иванович Попов
- Лев Николаевич Задов
- Иуда Соломонович Гроссман
- Арон Давидович Барон
- Мария Григорьевна Никифорова
- Иван Марков
- Домашенко Яков Семенович